# Méreau
Méreau és un municipi francès al departament de Cher i a la regió de Centre – Vall del Loira. L'any 2007 tenia 2.216 habitants. Méreau es troba a 7 km de Vierzon, a 30 km de la ciutat de Bourges i a 78 km d'Orleans. El territori municipal està banyat pel riu Arnon.

## Geografia

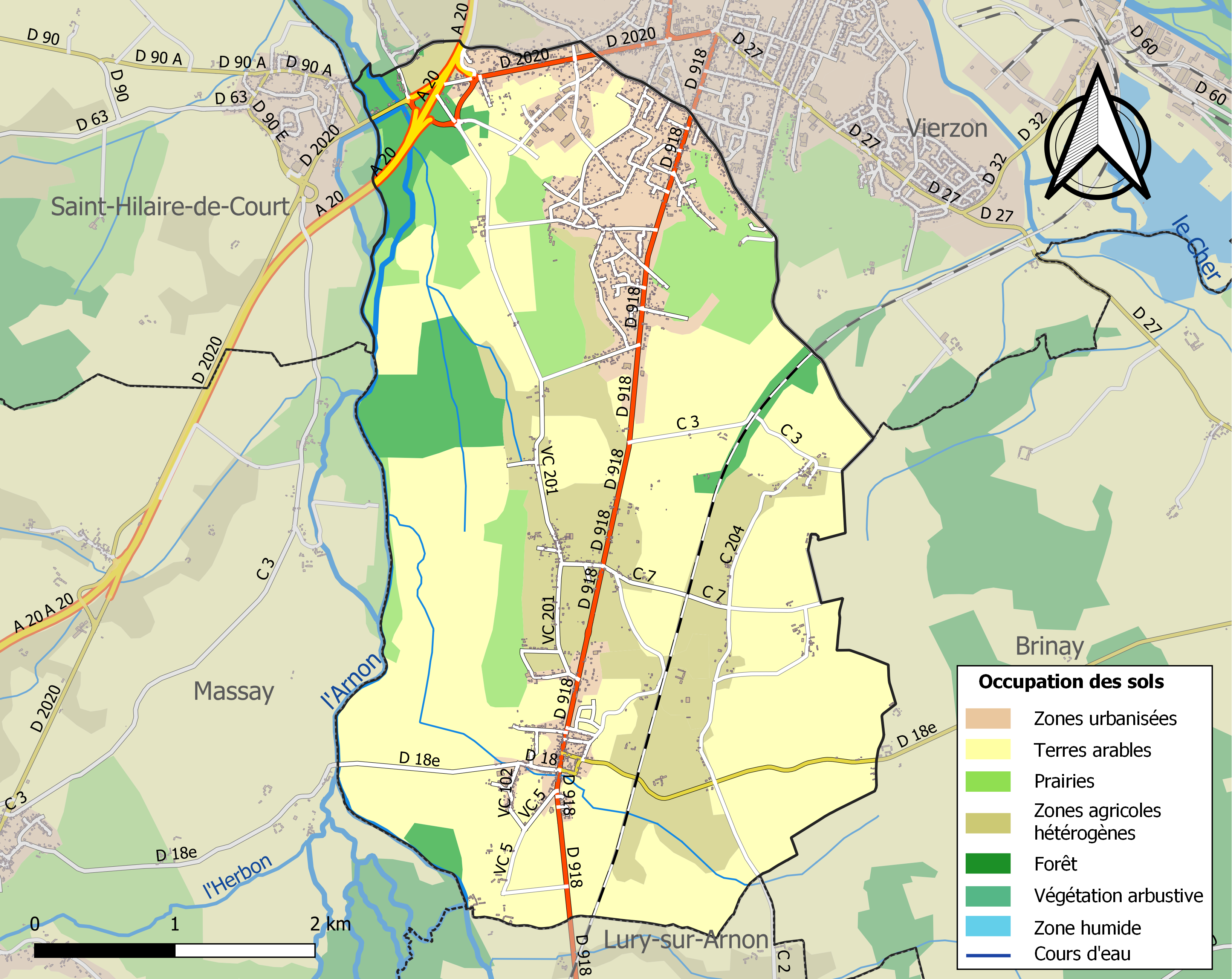
Mapa d'infraestructures i usos del sòl del municipi l'any 2018 (CLC).

Méreau és un municipi rural. En efecte, és un dels municipis amb poca o molt poca densitat, en el sentit de la quadrícula de densitat municipal de l'INSEE. Pertany a la unitat urbana de Vierzon, una aglomeració intradepartamental que agrupava tres municipis l'any 2017 i 29.108 habitants, dels quals era un municipi de la perifèria.
A més, la població forma part de l'àrea d'atracció de Vierzon, de la qual és una ciutat de la banlieue. Aquesta zona, que inclou 20 poblacions, es classifica en zones amb menys de 50.000 habitants. · .
La cobertura del sòl del municipi, tal com es desprèn de la base de dades biofísica europea de cobertures del sòl CORINE Land Cover (CLC), està marcada per la importància del sòl agrícola (80,6% el 2018), tanmateix per sota del 1990 (84,2%). La distribució detallada l'any 2018 era la següent: terres de conreu (52,7%), zones agrícoles heterogènies (17,1%), zones urbanitzades (11,5%), prats (10,8%), boscos (7,9%).
L'IGN també ofereix una eina en línia per comparar l'evolució en el temps de l'ús del sòl al municipi (o territoris a diferents escales). S'hi poden accedir en forma de mapes o fotografies aèries diverses èpoques: la Carta Cassini (segle xviii), la carte d'état-major  (1820-1866) i el període actual (des del 1950 fins avui dia).

## Demografia

### Població
El 2007 la població de fet de Méreau era de 2.216 persones. Hi havia 890 famílies, de les quals 167 eren unipersonals (57 homes vivint sols i 110 dones vivint soles), 337 parelles sense fills, 314 parelles amb fills i 72 famílies monoparentals amb fills.
La població ha evolucionat segons el següent gràfic:
'

### Habitatges
El 2007 hi havia 959 habitatges, 887 eren l'habitatge principal de la família, 29 eren segones residències i 43 estaven desocupats. 955 eren cases i 3 eren apartaments. Dels 887 habitatges principals, 817 estaven ocupats pels seus propietaris, 61 estaven llogats i ocupats pels llogaters i 9 estaven cedits a títol gratuït; 2 tenien una cambra, 20 en tenien dues, 102 en tenien tres, 288 en tenien quatre i 475 en tenien cinc o més. 755 habitatges disposaven pel capbaix d'una plaça de pàrquing. A 328 habitatges hi havia un automòbil i a 512 n'hi havia dos o més.

### Piràmide de població
La piràmide de població per edats i sexe el 2009 era:
| Homes | Edats   | Dones |
| ----- | ------- | ----- |
| 0     | 95 o +  | 4     |
| 0     | 90 a 94 | 0     |
| 4     | 85 a 89 | 20    |
| 4     | 80 a 84 | 12    |
| 16    | 75 a 79 | 36    |
| 68    | 70 a 74 | 28    |
| 52    | 65 a 69 | 72    |
| 48    | 60 a 64 | 52    |
| 92    | 55 a 59 | 32    |
| 84    | 50 a 54 | 124   |
| 132   | 45 a 49 | 96    |
| 56    | 40 a 44 | 80    |
| 60    | 35 a 39 | 92    |
| 72    | 30 a 34 | 48    |
| 56    | 25 a 29 | 40    |
| 64    | 20 a 24 | 36    |
| 72    | 15 a 19 | 56    |
| 100   | 10 a 14 | 80    |
| 72    | 5 a 9   | 48    |
| 24    | 0 a 4   | 80    |

## Economia
El 2007 la població en edat de treballar era de 1.436 persones, 1.042 eren actives i 394 eren inactives. De les 1.042 persones actives 957 estaven ocupades (479 homes i 478 dones) i 84 estaven aturades (29 homes i 55 dones). De les 394 persones inactives 208 estaven jubilades, 106 estaven estudiant i 80 estaven classificades com a «altres inactius».

### Ingressos
El 2009 a Méreau hi havia 934 unitats fiscals que integraven 2.405 persones, la mediana anual d'ingressos fiscals per persona era de 19.580 €.

### Activitats econòmiques
Dels 94 establiments que hi havia el 2007, 1 era d'una empresa extractiva, 1 d'una empresa alimentària, 14 d'empreses de fabricació d'altres productes industrials, 26 d'empreses de construcció, 18 d'empreses de comerç i reparació d'automòbils, 2 d'empreses de transport, 1 d'una empresa d'hostatgeria i restauració, 2 d'empreses d'informació i comunicació, 3 d'empreses immobiliàries, 14 d'empreses de serveis, 7 d'entitats de l'administració pública i 5 d'empreses classificades com a «altres activitats de serveis».
Dels 27 establiments de servei als particulars que hi havia el 2009, 6 eren tallers de reparació d'automòbils i de material agrícola, 3 paletes, 3 guixaires pintors, 2 fusteries, 2 lampisteries, 4 electricistes, 3 empreses de construcció, 2 perruqueries, 1 restaurant i 1 agència immobiliària.
Dels 4 establiments comercials que hi havia el 2009, 1 era una botiga de menys de 120 m², 1 una llibreria, 1 una botiga de roba i 1 una joieria.
L'any 2000 a Méreau hi havia 19 explotacions agrícoles que ocupaven un total de 1.392 hectàrees.

## Equipaments sanitaris i escolars
L'únic equipament sanitari que hi havia el 2009 era una farmàcia.
El 2009 hi havia una escola elemental.

## Poblacions properes
El següent diagrama mostra les poblacions més properes.